# Leleasca
Leleasca est une commune roumaine située dans le județ d'Olt.